# Lavagnon Ika
 (février 2025).
Lavagnon Ika est originaire du Bénin et est un scientifique, un universitaire, un leader d'opinion et un auteur Canadien spécialisé dans la gestion de projet. Il est professeur de gestion de projet, directeur fondateur de l'Observatoire des grands projets, directeur du programme de maîtrise ès sciences (M.Sc.) en gestion à l'École de gestion Telfer de l'Université d'Ottawa, et professeur extraordinaire à l'Université de Pretoria.
Ika est surtout connu pour sa contribution au débat académique et politique sur les raisons pour lesquelles les projets d’envergure connaissent des dépassements de coût et des retombées en deçà des attentes à travers le monde, et sur la manière de les réussir davantage à court et à long terme. Il est également connu pour ses travaux sur la réussite des projets et pour ses contributions à la recherche sur la gestion des projets de développement mondial, ces initiatives qui cherchent à relever les défis de la réduction durable et équitable de la pauvreté et de l'amélioration des conditions de vie dans le Sud Global. Il a notamment cherché à renforcer la théorie et la pratique de la gestion de projet en Afrique. Son travail porte principalement sur la gestion de projet et la mise en œuvre de la stratégie, la réalisation des infrastructures d’envergure, le développement international, les grands défis mondiaux, le comportement et la performance des projets. Il a reçu à deux reprises le Global Research Award de l'International Project Management Association (IPMA),. Il est le coauteur du livre primé par le Project Management Institute (PMI) 2024 intitulé Managing Fuzzy Projects in 3D : A Proven, Multi-Faceted Blueprint for Overseeing Complex Projects,. Il est également l'éditeur du Cambridge University Handbook of Project Behavior, un recueil de chapitres rédigés par des spécialistes des projets sur les raisons pour lesquelles les projets d’envergure prennent des cheminements ou des détours complexes au cours de leur vie compliquée et sur ce qui peut être fait pour y remédier.

## Éducation
En 1997, Ika a obtenu un diplôme en administration des affaires à l'Institut national d'économie du Bénin. En 1998, il est parti au Canada pour suivre une maîtrise en gestion de projet. Il a obtenu sa maîtrise ès sciences (M.Sc.) en gestion de projet à l'Université du Québec à Hull en 2001. Il a obtenu son doctorat en administration des affaires en 2011 à l'Université du Québec à Montréal, dans le cadre du programme doctoral conjoint de doctorat avec McGill, Concordia et HEC Montréal. Sa thèse portait sur les facteurs critiques de succès des projets financés par la Banque mondiale.

## Carrière
Ika a commencé sa carrière universitaire en 2001 en tant que professeur à temps partiel à l'Université du Québec, où il est devenu professeur agrégé. Il rejoint l'École de gestion Telfer de l'Université d'Ottawa en tant que professeur adjoint, avant de devenir professeur agrégé en 2015 et d'atteindre le rang de professeur titulaire en gestion de projet en 2019. En 2020, il devient le directeur fondateur de l'Observatoire des grands projets.
En 2020, Ika est nommé boursier de recherche de la Banque mondiale, mais la bourse est ensuite suspendue en raison du COVID-19. En 2022, Ika est nommé directeur des programmes de maîtrise ès sciences en gestion et en systèmes de santé à l'Université d'Ottawa. Depuis 2023, il est professeur extraordinaire à l'Université de Pretoria.
Ika a fourni des conseils à la Banque mondiale, en tant que membre du groupe consultatif externe sur les résultats et la performance du Groupe de la Banque mondiale en 2023, et au Project Management Institute (PMI) en 2024, en tant que chercheur principal, sur la façon de mesurer le succès d'un projet.

## Recherche
Les recherches d'Ika en matière de gestion de projet s'articulent autour de deux axes principaux.

### Dépassements de coût et retombées en deçà des attentes
Le premier axe examine la prévalence des dépassements de coût et des retombées en deçà des attentes dans des pays occidentaux (par exemple, au Canada et aux États-Unis), en évaluant si les biais (par exemple, le sur-optimisme) ou les erreurs (par exemple, la mauvaise gestion) ont joué un rôle significatif. Ce volet s'appuie sur les travaux de l'ancien professeur d'Oxford Bent Flyvbjerg, mais aussi de Daniel Kahneman et d'Albert Hirschman. Ce courant de recherche explore les implications pratiques de l'erreur de planification de Daniel Kahneman par rapport au principe de la main cachée d'Albert Hirschman, en particulier lors des investissements importants dans les infrastructures pendant la reprise économique post-COVID-19. L'erreur de planification, la tendance à promettre la lune et à livrer des résultats en deçà des attentes, suggère que les prévisions de coût et des retombées sont irréalistes et proches des meilleurs scénarios, et par conséquent que de nombreux projets n'auraient jamais dû être entamés. La main cachée suggère que si les promoteurs avaient connu les coûts et les retombées réels de nombreux projets, ceux-ci n'auraient pas vu le jour. Ika a critiqué le rejet par Bent Flyvbjerg du principe de la main cachée d'Hirschman, estimant que sa focalisation étroite sur l'analyse coût-avantage négligeait les impacts plus larges des projets et les aspects liés à la résolution des problèmes, et que l'ignorance pouvait donc être bénéfique pour les projets. Il a présenté des preuves empiriques que le principe de la main cachée était plus répandu dans la réussite des projets que ne le reconnaissait Flyvbjerg. En outre, Ika a également démontré que 60 % des projets sont sujets au biais du sur-optimisme.
En outre, Ika a examiné les causes des dépassements de coût lors des projets de construction dans le domaine du transport en analysant des facteurs contextuels tels que la gestion du programme, la qualité, la sécurité, la conception et les pratiques de gestion, et en recommandant des stratégies d'approvisionnement alternatives pour résoudre ces problèmes. Il a également étudié la nature multidimensionnelle de la réussite d'un projet, en abordant les retombées de l'analyse de rentabilisation, les perceptions des différentes parties prenantes, les préoccupations en matière de durabilité, et a proposé un modèle quadridimensionnel pour évaluer et comprendre les résultats du projet au fil du temps.
Le premier axe de recherche d'Ika a abouti à une nouvelle théorie du comportement et de la performance des projets, baptisée « la cinquième main », qui affirme que la combinaison des biais et des erreurs impose un lourd tribut aux projets. S'inspirant des travaux de Gerd Gigerenzer, longtemps directeur de l'Institut Max Planck pour le développement humain, et critique de Daniel Kahneman, il a soutenu que l'erreur de planification, ainsi que son remède dit « le débiaisement ou la correction des biais » tel que la prévision par classe de référence (Reference Class Forecasting en anglais), pouvait fonctionner en cas de risque, et non d'incertitude, où le calcul des probabilités n'est pas satisfaisant. Il a plutôt recommandé l'utilisation d'heuristiques ou des bonnes pratiques qui tiennent compte du contexte. Parmi ces heuristiques ou règles approximatives, on peut citer : « Votre plus grand risque et votre plus grand atout, c'est vous » et « Planifiez votre travail et suivez votre plan, mais soyez prêts à quelques surprises en cours de route ». Il a également soutenu que les Cassandre, les parties prenantes sur-pessimistes, et les Pollyanna, les promoteurs de projet sur-optimistes, avaient à la fois raison et tort, et a appelé les promoteurs à devenir des Janus, des personnages beaucoup plus pragmatiques dans le monde des projets Les travaux d'Ika (en collaboration avec Peter Love et Jeffrey Pinto) sur ces défis ont conduit à l'attribution du prix Global Research Award 2022 de l'IPMA.

### Gestion de projets au niveau mondial
Dans son deuxième axe de recherche, Ika a exploré les facteurs contribuant à la réussite et à l'échec des projets de développement mondial, en se concentrant plus particulièrement sur l'Afrique. Il a suggéré que les projets en Afrique étaient souvent victimes de quatre pièges : le piège technique de l’universalité, le piège de la démonstrabilité des résultats, le piège du manque de capacités en gestion de projet et le piège culturel. Il a étudié l'importance de la compréhension du contexte, les revers de la gestion axée sur les résultats (GAR) et la complexité du passage à l'échelle et de la réplication des projets réussis dans différents endroits afin d'améliorer l'impact positif sur les bénéficiaires, en particulier les pauvres et les marginalisés. [Se concentrant sur la théorie de la mise en œuvre des projets de renforcement des capacités, sa recherche de 2017 a examiné les conditions structurelles, institutionnelles et managériales de la réussite des projets de développement international dans différents contextes, suggérant que des niveaux élevés d'engagement, de collaboration, d'alignement et d'adaptation des parties prenantes soient essentiels. Dans une recherche connexe de 2022, Ika a analysé l'évolution du concept de « renforcement des capacités » à travers une revue de la littérature, suggérant le cadre du « nouveau pragmatisme » qui met l'accent sur la sensibilité au contexte, le pluralisme méthodologique et la cocréation des connaissances pour des pratiques d'administration publique plus efficaces.
En examinant les projets financés par la Banque mondiale, Ika a également montré que 60 % d'entre eux sont sujets au biais du sur-optimisme, ce qui affecte jusqu'à 20 % de leur performance. Son enquête sur la manière dont les niveaux d'engagement des bénéficiaires influencent le succès à court et à long terme des projets de développement mondial a révélé que l'implication et la participation des bénéficiaires avaient une incidence positive sur les résultats des projets. Elle a également souligné l'importance d'approches adaptées au contexte et de facteurs tels que la confiance des bénéficiaires dans la gouvernance des projets pour maximiser l'impact, en particulier dans les pays à revenu faible ou moyen, notamment en Afrique. Ce deuxième volet a donné naissance à une « école de gestion de projet » dans le domaine du développement mondial, qui a exploré la manière dont les activités et les processus associés aux projets sont réellement mis en œuvre.
Ika a employé l'expression « projets de grands défis » pour désigner les projets visant à relever les défis majeurs ou les problèmes complexes auxquels le monde est confronté (par exemple, le déréglément climatique, les pandémies mondiales et le développement non durable). Il a suggéré que les grands défis et la gestion de projet ne faisaient pas bon ménage, mais qu'une approche de gestion de projet plus adaptative, agile, collaborative et optimale, où la logique stratégique, les heuristiques, l'intuition et l'expérimentation agile prévalent, pourrait fonctionner, compte tenu du flou qui caractérise souvent les grands défis. Il a ajouté qu'une approche de portefeuille, de programme, de réseau ou de plan de développement national était la meilleure solution pour s'attaquer aux grands défis de manière durable.
Les travaux d'Ika dans ce domaine ont été reconnus au niveau international, notamment par l'attribution de bourses et de postes de professeur invité dans de nombreuses universités africaines, ainsi que par le titre de professeur extraordinaire à l'université de Pretoria.

## Prix et distinctions
- 2017 : prix du chercheur de l’année, International Project Management Association[2]
- 2017 : prix Emerald du meilleur article en gestion de projet[22]
- 2021 : boursier de recherche, Banque mondiale
- 2021 : prix du chercheur chevronné, École de geBoursier de recherche, Banque mondialestion Telfer[23]
- 2022 : prix du chercheur de l’année, International Project Management Association[3]
- 2022 : boursier Carnegie de la diaspora africaine
- 2024 : prix PMI David I. Cleland pour la littérature sur la gestion de projet[24]

## Publications

### Livres
- (en) Managing fuzzy projects in 3D: A proven, multi-faceted blueprint for overseeing complex projects, 2023 (ISBN 9781264278343).

### Articles sélectionnés
- (en) Lavagnon Ika, « Project success as a topic in project management journals », Project management journal, vol. 40, no 4,‎ 2009, p. 6-19.
- (en) Lavagnon Ika, A. Diallo et D. Thuillier, « Project management in the international development industry: the project coordinator's perspective », International Journal of Managing Projects in Business, vol. 3, no 1,‎ 2010, p. 61-93.
- (en) Lavagnon Ika, A. Diallo et D. Thuillier, « Critical success factors for World Bank projects: An empirical investigation », International journal of project management, vol. 30, no 1,‎ 2012, p. 105-116.
- (en) Lavagnon Ika, « Project management for development in Africa: Why projects are failing and what can be done about it », Project management journal, vol. 43, no 4,‎ 2012, p. 27-41.
- (en) Lavagnon Ika et J. Donnelly, « Success conditions for international development capacity building projects », International Journal of Project Management, vol. 35, no 1,‎ 2017, p. 44-63.
- (en) Lavagnon Ika, « Beneficial or detrimental ignorance: The straw man fallacy of Flyvbjerg's test of Hirschman's hiding hand », World Development, vol. 103,‎ 2018, p. 369-382.
- (en) P. E. Love, M. C. Sing, Lavagnon Ika et S. Newton, « The cost performance of transportation projects: The fallacy of the Planning Fallacy account », Transportation Research Part A: Policy and Practice, vol. 122,‎ 2019, p. 1-20.
- (en) Lavagnon Ika, P. E. Love et J. K. Pinto, « Moving beyond the planning fallacy: The emergence of a new principle of project behavior », IEEE Transactions on Engineering Management, vol. 69, no 6,‎ 2020, p. 3310-3325.
- (en) P. E. Love, Lavagnon Ika et M. C. Sing, « Does the planning fallacy prevail in social infrastructure projects? Empirical evidence and competing explanations », IEEE transactions on Engineering Management, vol. 69, no 6,‎ 2022, p. 2588-2602.
- (en) Lavagnon Ika, J. K. Pinto, P. E. Love et G. Pache, « Bias versus error: why projects fall short », Journal of Business Strategy, vol. 44, no 2,‎ 2023, p. 67-75.
- (en) P. E. Love, Lavagnon Ika et J. K. Pinto, « Smart heuristics for decision-making in the ‘wild’: Navigating cost uncertainty in the construction of large-scale transport projects », Production Planning & Control,‎ 2023, p. 1-18.